# 霍赫洛沃 (卡杜伊区)
霍赫洛沃（羅馬化：Khokhlovo）是俄罗斯沃洛格达州的市级镇，属卡杜伊区，在区行政中心卡杜伊东南、州府沃洛格达以西。
该地2021年人口有2,294人；2010年人口2,489；2002年人口2,527；1989年人口2,807。